# 酔えるシレノス (リベーラ)
『酔えるシレノス』（よえるシレノス、伊: Sileno ebrio、英: Drunken Silenus）は、17世紀スペイン・バロック期の巨匠ホセ・デ・リベーラが1626年にキャンバス上に油彩で制作した絵画 (縦185×横229センチ)である。現在、ナポリのカポディモンテ美術館に所蔵されている。間違いなくリベーラの傑作の1つであるだけでなく、17世紀のナポリ絵画の傑作でもある。

## 歴史
1626年に制作された本作に関する最初の記録は、フロゾローネ男爵であった貴族ジョヴァンニ・フランチェスコ・サレルニターノ (Giovanni Francesco Salernitano) の所有に関するものである。彼は、ナポリの貴族階級の中では特に重要な地位にあった人物ではないが、本作の委嘱者でもあったと思われる。彼の死に際し、ナポリの古物収集家で、画家バッティステッロ・カラッチョロの元協力者であったジャコモ・ディ・カストロ (Giacomo di Castro) が彼の遺言を作成することを請け負った。その遺言には正しく『スペイン人 (画家) のバッカス』という作品が含まれ、150ドゥカートと見積もられている。5年後の1653年には、著名なフランドルの画商ガスパール・ローメルが550ドゥカートで本作を購入し、ナポリにあった自宅「ヴィッラ・ローメル」を飾っていた美術コレクションに加えた。ジョヴァンニ・フランチェスコ・サレルニターノは、1655年、すなわち彼が本作を所有していたという記録が記されてから2年後に他界した。このことから、ディ・カストロが以前に自身のためにサレルニターノのほかの作品を購入していたこと、あるいはサレルニターノからほかの作品を売却する代理人として任命されていたことが推測される。
1674年の少し以前に、本作はローメル・コレクションから彼の同郷人で家族の友人であったフェルディナンド・ファンデネインデン (Vandeneynden) ・コレクションに移った。1688年にルカ・ジョルダーノによってファンデネインデン家のために制作されたフェルディナンドの死後の目録で、本作は1,000ドゥカートと見積もられている。次いで、作品は彼の娘のジョヴァンナ・ファンデネイデンに遺贈された後、スティリアーノ (Stigliano) 王子ジュリアーノ・コロンナ (Giuliano Colonna) の所有となり、トレド通りの家族の宮殿パラッツォ・ゼヴァッロスに移され、1783年まで同宮殿に所蔵されていた。
18世紀末に、『酔えるシレノス』はブルボン家がナポリに所有していたコレクションに含まれ、次いでカポディモンテ美術館に展示された。1802年、共和国の反乱が鎮圧された際、作品は安全のためパレルモに移され、同地に置かれたが、1806年に恒久的にナポリに戻された。

## 作品
| 部分 |  | 部分 |
| 部分 |  |      |

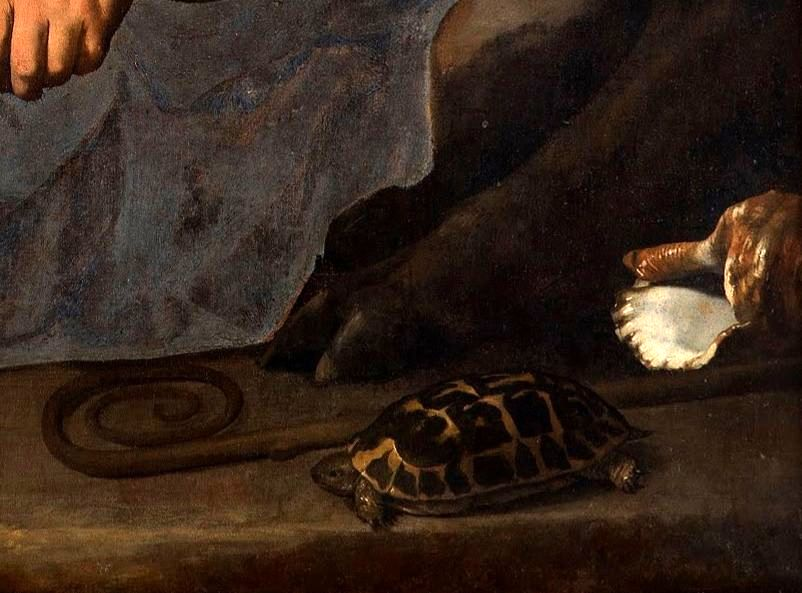
部分

背景が古典的な風景となっている本作は、人物を描くために大きな筆致が用いられている。一方で、人物たちの輪郭を描くのには黒色の細い筆致が使用され、三次元性が提供されている。
最初バッカスであると思われていた中心人物である太ったシレノスは、布の上に寝そべっている。バッカス祭中に、背後にいる袋を背負った人物にワインの杯を渡しているところである。右側では、ヤギの耳、角、脚を持つパーンがシレノスの頭にブドウの蔓でできた冠を被せている。パーンの周囲には、彼を典型的に表す事物が描かれている。すなわち、羊飼い、怠惰さの象徴であるカメ、死を伝える際の道具であった貝殻である。
画面下部左側には知恵の象徴であるヘビがおり、その口の中には画家の名前と絵画の制作年が記されている。上部右側にはアポロンの横顔が表されているが、ニンフのロティス (Lotis) を凌辱しようとしているプリアプスであるという見方もある。 左側には笑っている若いサテュロスがおり、彼もやはりヤギの耳を持っている。また、シレノスを描く際に登場する象徴の1つであるロバが川岸でいなないている。